# Паскалево
Паскалево е село в Североизточна България. То се намира в община Добричка, област Добрич. Старото му име е Ези бей.

## География
Село Паскалево е разположено почти в средата на Добруджанската платовидна земя, на север от гр. Добрич, с координати: северна географска ширина: 43 гр. 38’ 21’’ и източна географска дължина: 27 гр. 49’ 50’’.
Разположено е от двете страни на пътя, свързващ гр. Добрич със с. Крушари. По въздушна линия разстоянието до гр. Добрич е 6 км. По новия път, свързващ селото с областния град отстоянието е 12 км.
Селото се намира на 15 км от гр. Генерал Тошево, на 43 км от град Балчик и на 43 км от черноморския курорт „Албена“.
Село Паскалево е разположено на 4 км от международния път Добрич – Кардам – Констанца. Разстоянието до гр. Констанца (Румъния) е 99 км, а до границата с Р Румъния – с. Кардам – 32 км.
Селото се намира на 62 км от черноморския град Варна, на 100 км от Дунавския град Силистра и на 498 км от столицата град София.
В близост до с. Паскалево преминава и жп линията Кардам – Добрич – София.
Близостта на селото до областния гр. Добрич и неговото попътно местоположение са играли и продължават да играят важна роля относно възникването и развитието му.

## История
Най-старото име на с. Паскалево е Ези бей. За първи път то се споменава в документ от 1573 – 1574 г. с данни за селищата и населението на почти цяла североизточна България и на Добруджа. Документът представлява сборен регистър – опис на джелепкешани (овцевъди, отглеждали овце за продан) от 4 кази – Разград, Шумен, Провадия и Варна. Селото е създадено от турци вероятно около чифлика на турския бей Ези. Той е живял през 16 век. Бил е натоварен от султана вероятно със запазване и умножаване на турския елемент в тази област. Първите българи се заселват през 1832 г. Това са изселници, водени от големия възрожденски деейц Поп Паскал, които се завръщат по българските земи след голямото преселване от 1829 – 1830 г., последвало Руско – Турската война от 1828 – 1829 г. Изселниците са родом основно от Сливенско и Ямболско. Училището в селото е едно от най-старите в Добруджа. Предполага се, че е основано през 1848 – 1849 г. от същия Поп Паскал, чието име носи сега селото. По-късно в селото се установява и малка колония на добруджански немци.
След Освобождението турското население в селото намалява значително и към края на 19 век населението е почти изцяло с български етнически състав. В окръжния печат са запазени данни за местности и имоти в землището на селото. През 1913 г. селото заедно с цяла Южна Добруджа става част от Румънското кралство. По силата на Крайовската спогодба от 1940 г. селото отново е в пределите на България. Училището и читалището в с. Паскалево носят името на учителя Димитър Минчев, деец в борбата за запазване на българския характер на селото по време на румънската власт.

## Население
Преброяване на населението през 2011 г.
Численост и дял на етническите групи според преброяването на населението през 2011 г.:
|                     | Численост | Дял (в %) |
| Общо                | 705       | 100,00    |
| Българи             | 660       | 93,61     |
| Турци               | 4         | 0,56      |
| Цигани              | 6         | 0,85      |
| Други               | 0         | 0,00      |
| Не се самоопределят | 0         | 0,00      |
| Неотговорили        | 31        | 4. 39     |

## Родени в Паскалево
- Павел (Паскал) Атанасов – български свещеник, певец, текстописец и събирач на народни песни.[2]